# Tadeja Brankovič
Tadeja Brankovič, slovenska biatlonka, * 20. december 1979, Kranj.
Bila je članica slovenske ekipe za biatlon med letoma 1995 in 2011. Šestkrat se je uvrstila na stopničke (dve srebrni in štiri bronaste medalje) v Svetovnem pokalu v biatlonu.
Trenutno prebiva v Cerkljah na Gorenjskem. Njena hči je nordijska kombinatorka Maša Likozar Brankovič.